# Corts de València (1360)
Les Corts de València de 1360, Corts Generals del regne de València, foren convocades per Pere el Cerimoniós, el 24 d'abril de 1360 per a celebrar-se el 12 de maig, amb l'objectiu de renovar l'aportació valenciana aprovada en les Corts de 1357-1358 a la guerra amb Castella, coneguda com la guerra dels dos Peres.
En aquestes Corts foren convocades 11 ciutats i viles del regne (València, Morella, Morvedre, Alzira, Xàtiva, Penàguila, Ademús, Castellfabib, Alpont, Xixona i Borriana); 11 membres de l'Església (els bisbes de València, Tortosa i Sogorb, els abats de Benifassà, Poblet, la Valldigna i Santa Maria del Puig, el capítol de la seu de València, els mestres de Montesa i Calatrava, i el comanador de Montalbán); i pel braç militar foren convocats 42, entre nobles, cavallers i generosos.
Les Corts començaren el 12 de maig de 1360, presidides per l'infant Joan, de vuit anys, i pel comte de Dénia, per tal que el rei es trobava negociant amb els estaments en les Corts de Saragossa. Abans, al mes d'abril, el rei havia convocat parlament a València, presidit per Pere de Xèrica, per a renovar i augmentar el servei concedit en les Corts de València de 1357-1358, demanant 700 homes a cavall durant dos anys, però la proposta fou rebutjada, i el parlament clos sense cap acord. El 15 de maig l'infant demana ajuda per a la guerra, i els estaments elegeixen els tractadors per a establir les condicions i el volum de l'ajuda. El dia 21, davant la situació d'emergència en el sud del regne, els estaments concedeixen una ajuda provisional fins a arribar a un acord definitiu, de 500 genets durant dos mesos, on els mateixos estaments, mitjançant uns síndics, gestionarien la recaptació i controlarien el reclutament i el pagament de l'exèrcit mobilitzat. El 28 de maig, en altra sessió de Corts, els braços eclesiàstic i militar, conjuntament, presenten una proposta de servei de 500 homes a cavall per a dos anys, amb un repartiment tenint en compte els focs; mentre el braç reial, perjudicat per la proposta, el 30 de maig, presenta la seva pròpia proposta, consistent en prorrogar el repartiment aprovat en les Corts de 1357-1358.
Davant la manca d'acord en el repartiment, a principis de juny es publica l'acord provisional del 21 de maig, amb l'elecció de síndics dels tres braços que actuen com a diputats del General, encarregats de recollir i gestionar els diners necessaris per a enviar 500 genets al sud del regne, durant 5 mesos, de l'1 de juny al 30 d'octubre. Per aquesta data les Corts són interrompudes, sense haver-hi aprovat cap fur.
Poc abans d'acabar el termini de l'ajuda, el 24 d'octubre, el rei convoca parlament general per al 25 d'octubre, presidit per Pere de Xèrica, sols per a prorrogar l'ajuda fins a la fi de gener de 1361, si es mantenia el desacord sobre el repartiment, i si arribaven a un acord entre els braços, l'infant Joanes reprendria les Corts. Aprovada la pròrroga però sense acord en el repartiment, el rei intenta continuar les Corts, primer l'1 de novembre i després el 15 de gener de 1361, però no es pot traslladar a València, i les Corts sense cloure oficialment, no tornen a ésser convocades.